# Antoine Béthouart
Marie Émile Antoine Béthouart, född 17 december 1889, död 17 oktober 1982, var en fransk general. Han deltog i första världskriget. Efter första världskriget blev han rådgivare åt den jugoslaviska armén.
Under Operation Weserübung så ledde Béthouart en fransk division i Narvikområdet.
Béthouart anslöt sig till de allierade vid deras landstigning i Nordafrika (där han var befälhavare) i november 1942, men han blev arresterad av Vichyregimen den 10 november 1942. Den 14 november 1942 befriades han av de allierade. Senare tjänstgjorde han i Washington D.C. fram till november 1943, och efter det som stabschef för den franska kommittén för franskt försvar till augusti 1944, då han blev stabschef i de Lattre's Armé B. Den 1 september 1944 blev han chef för den franska I kåren i Armé B. Han ledde den I kåren fram till krigets slut.
Mellan 1946 och 1950 var han fransk befälhavare i Österrike. Mellan 1955 och 1971 var han senator i franska senaten.